# Dubí
Dubí (deutsch Eichwald) ist eine Stadt im Verwaltungsbezirk Ústecký kraj in Nordböhmen.

## Geographie

### Lage
Dubí liegt vier Kilometer nördlich von Teplice am Südhang des Osterzgebirges auf einer Seehöhe zwischen 300 und 870 Metern. In Dubí kreuzt die von Altenberg nach Teplice führende Staatsstraße Silnice I/8 (Verlängerung der deutschen B 170) mit der südlich parallel des Erzgebirgskamms verlaufenden Straße Silnice I/27 bzw. II/253 von Krupka nach Hrob  bzw. Litvínov.

### Gemeindegliederung
Die Stadt Dubí besteht aus den Ortsteilen Běhánky (Pihanken), Bystřice (Wistritz), Cínovec (Böhmisch Zinnwald), Drahůnky (Dreihunken), Dubí (Eichwald), Mstišov (Tischau) und Pozorka (Zuckmantel). Grundsiedlungseinheiten sind Běhánky, Běhánky-jih, Bystřice, Bystřice-jih, Cínovec, Dolní Drahůnky, Dolní Dubí (Unter Eichwald), Drahůnky, Drahůnky-sever, Dubí-střed, Lesní brána (Waldthor), Mstišov, Na dolech, Nádraží, Pozorka, Rudolfova Huť und Strážný vrch. Auf dem Gemeindegebiet liegt außerdem die Wüstung Přední Cínovec (Vorderzinnwald).
Das Gemeindegebiet gliedert sich in die Katastralbezirke Běhánky, Cínovec, Drahůnky, Dubí u Teplic, Dubí-Bystřice, Dubí-Pozorka und Mstišov.

### Nachbarorte
|                         | Altenberg                                   |                                                   |
| Košťany (Kosten)        | Kompassrose, die auf Nachbargemeinden zeigt | Krupka (Graupen)                                  |
| Újezdeček (Kleinaugezd) | Teplice (Teplitz-Schönau)                   | Proboštov (Probstau), Novosedlice (Weißkirchlitz) |

## Geschichte

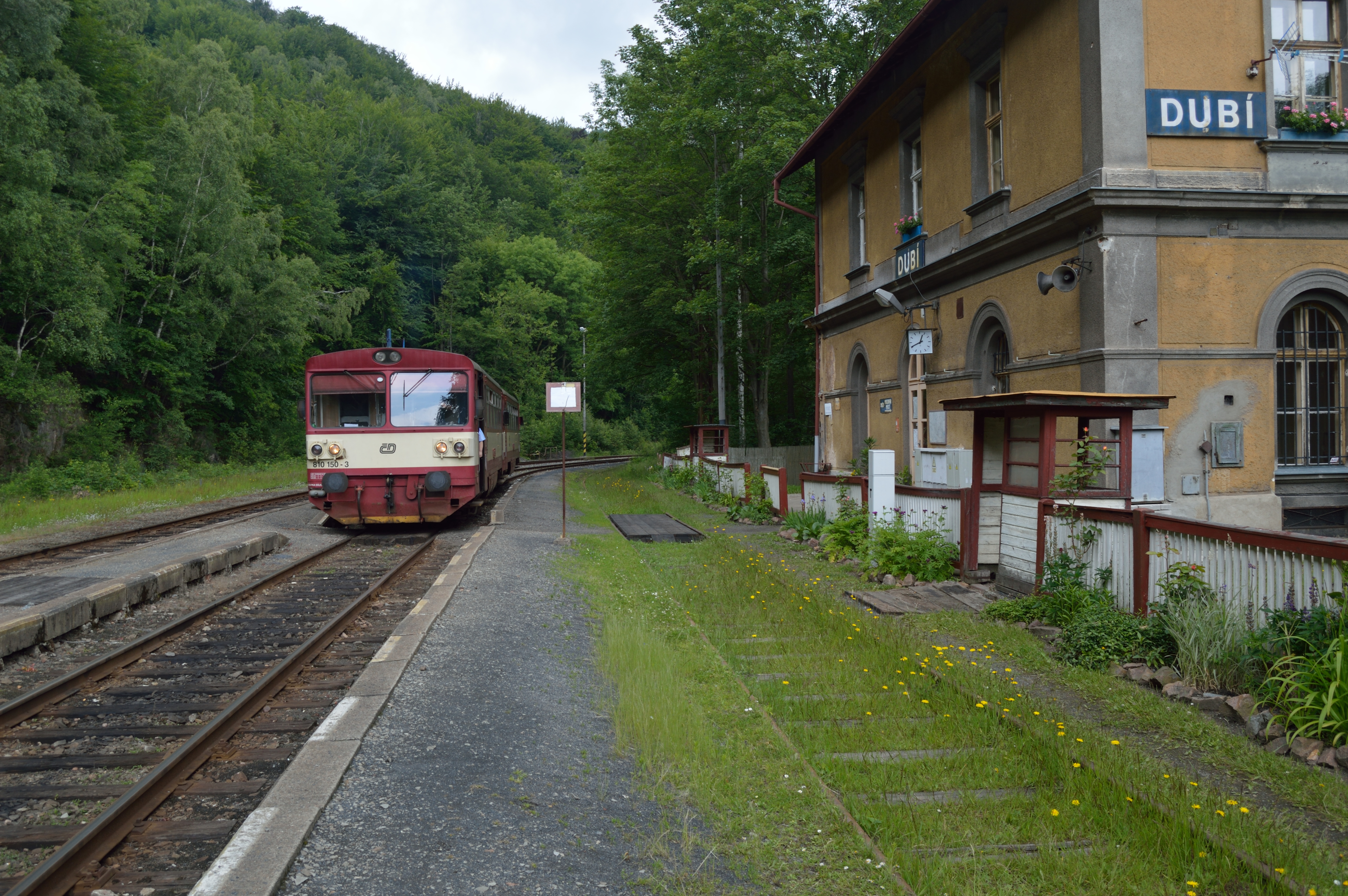
Triebwagen der ČD im Bahnhof Dubí (2015)

Eichwald wurde an einer Furt im hier von Eichenwald dominierten Miriquidi-Wald des Erzgebirges gegründet. Durch diese Furt führte ein alter Handelsweg der Kelten, von Dux kommend nach Aussig an der Elbe. In Nachbarschaft dieses Handelswegs befanden sich 3 große Oppida: Dux und Doxan in Böhmen sowie Dohna in Sachsen.
Diese Oppida waren Handelszentren und Münzstätten, die durch sogenannte Wegefahrten miteinander verbunden waren. Von Dux aus führten zwei Wege nach Osten: die große Wegefahrt (Langujest) über Teplitz, Modlan nach Aussig, die kleine Wegefahrt (Kleinujest) über Haan, Klostergrab, Eichwald, Jüdendorf, Hohnstein im Eulaugrund nach Tetschen. Diese kleine Wegefahrt führte unmittelbar am Fuße des Erzgebirges entlang und furtete im Eichenwald den Seegrundbach (Bystřice).
Da die damals mögliche tägliche Marschleistung 25 km betrug, war es von Dux zur Furt im Eichenwald ein Tagesmarsch. Aus diesem Grunde entstanden an der Furt Hütten und Lagerschuppen, um die Rastenden und ihre Waren aufzunehmen. Diese Hütten mögen lange Zeit die einzigen im Tal des Seegrundbaches gewesen sein, denn erst mit der Zunahme des Handels und vor allem mit dem Aufblühen des Bergbaues im 14. und 15. Jahrhundert wurden Kolonisten durch den Grundherren angesiedelt.
Die erste urkundliche Erwähnung fällt in das Jahr 1494, als Graupener Bergleute unweit der Furt ein Schmelzwerk für Zinn erbauten. Denn auch im Tal des Seegrundbaches (Flössbach) wurden Zinngraupen gefunden. Später wurde Holz für die Turner Schmelzhütten auf dem aufgestauten Flößbach nach Turn geflößt. Weiterer Bergbau auf Zinn wurde vor allem am Glantzberg und am Bornhauberg, wo noch heute Reste von Mundlöchern zu finden sind, betrieben.
Eichwald gelangte im 16. Jahrhundert zur Herrschaft Teplitz, nachdem es Gegenstand von dauernden Streitigkeiten zwischen der Klosterherrschaft Ossegg und der Herrschaft Graupen wegen großer Erzlagerstätten war.
Durch seine Lage in einem Kerbtal des Erzgebirges ist Eichwald durch den Kamm des Gebirges vor Nordwinden geschützt, Eichwald wurde so wegen seines angenehmen Gebirgsklimas, der reinen Luft und der schönen waldreichen Umgebung zu einem gern besuchten Kurort.

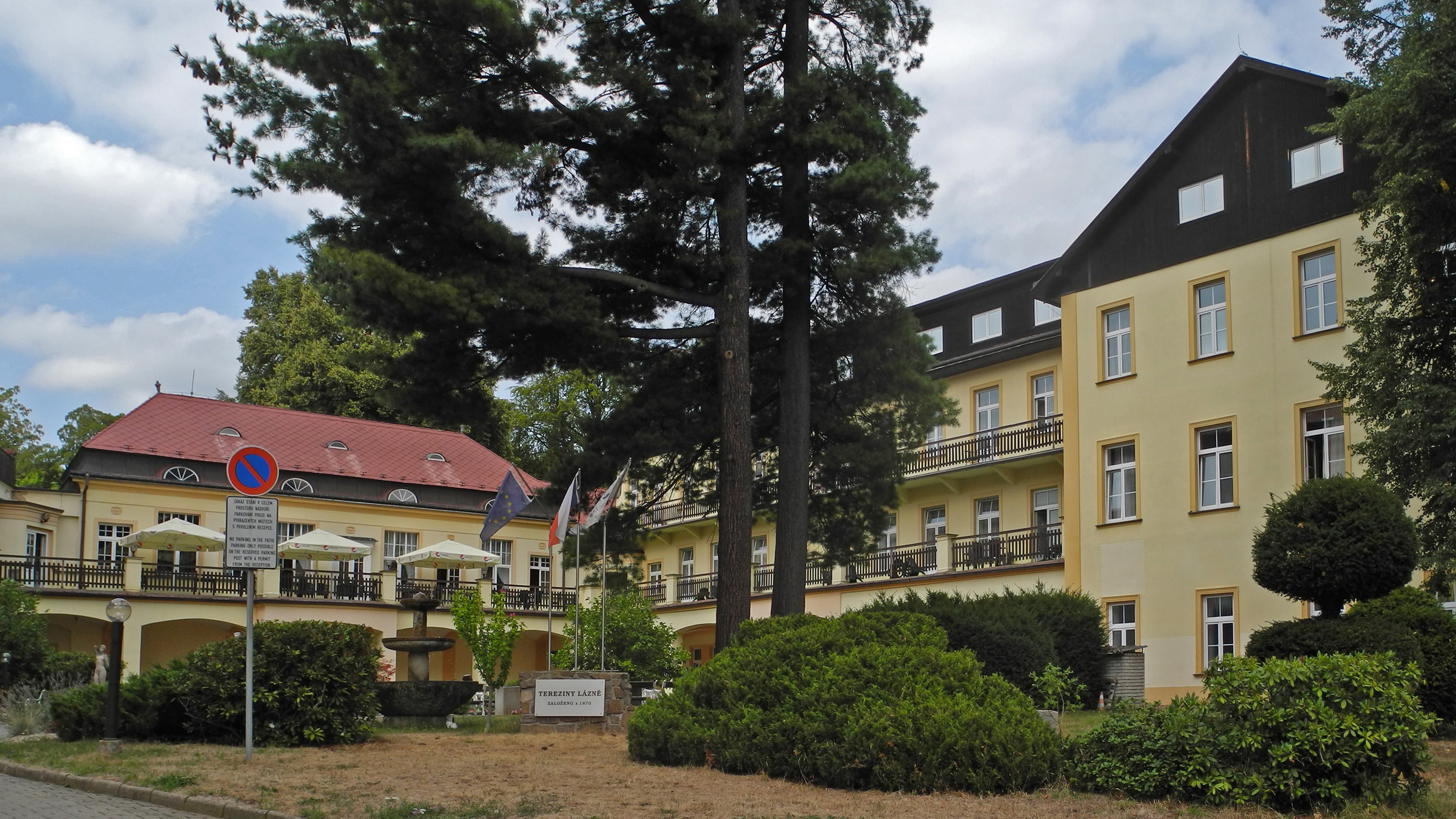
Theresienbad

Etwa um 1860 errichtete der Fabrikant Anton Tschinkel eine Wasserheilanstalt. Den Anstoß dazu erhielt er von dem Balneologen Josef von Löschner. Durch Zukauf weiterer Grundstücke konnte Tschinkel den Kurbereich erweitern, woraus sich später das Theresienbad (Tereziina lázně) entwickelte. Das Theresienbad war eines der bekanntesten Heilbäder Mitteleuropas. Ab 14. Oktober 1895 hatte eine Linie der Teplitzer Straßenbahn ihre Endstelle am Kurbad.
Die zwischen 1897 und 1906 im Stil der italienischen Gotik errichtete Kirche der Unbefleckten Empfängnis war eine Filialkirche der Pfarrkirche Weißkirchlitz, die durch die Fürsten Clary-Aldringen errichtet wurde. Sie ist ein Nachbau der Kirche Madonna dell’Orto in Venedig.
Nach dem Zweiten Weltkrieg im Jahr 1945 wurde der größte Teil der deutschböhmischen Bevölkerung enteignet und des Landes verwiesen. Die Straßenbahnlinie wurde 1959 eingestellt und durch Busse ersetzt.
In den 1980er Jahren gab es Planungen für einen großräumigen Abriss des südlichen Teils der Gemeinde zugunsten eines geplanten Braunkohletagebaus. Große Teile der Bewohner wurden in jener Zeit in neugebaute Großwohnsiedlungen in Teplice umgesiedelt. Diese Pläne wurden im Jahr 1990 nach der samtenen Revolution aufgegeben.
In den Jahren nach 1990 erlangte die Stadt und die in Richtung Deutschlands führende Europastraße 55 zweifelhafte Bekanntheit für die dort konzentrierte Prostitution.
Heute ist die Stadt vor allem durch einen Betrieb der Porzellan- und Majolikaherstellung mit Imitationen des Meißener Zwiebelmusters bekannt. Außerdem gibt es eine Glasindustrie (Farb- und Tafelglas) und Herstellung von Isolierstoffen.

## Entwicklung der Einwohnerzahl
| Jahr | Einwohnerzahl |
| ---- | ------------- |
| 1869 | 957           |
| 1880 | 1746          |
| 1890 | 2804          |
| 1900 | 4423          |
| 1910 | 4430          |

| Jahr   | Einwohnerzahl |
| ------ | ------------- |
| 1921   | 4163          |
| 1930   | 4411          |
| 1950   | 2646          |
| 1961 1 | 9800          |
| 1970 1 | 8452          |

| Jahr   | Einwohnerzahl |
| ------ | ------------- |
| 1980 2 | 9160          |
| 1991 2 | 7815          |
| 2001 2 | 7630          |
| 2011 2 | 7838          |

## Partnerstädte
- Altenberg, Deutschland
- Arnstadt, Deutschland
- Bannewitz, Deutschland

## Kultur und Sehenswürdigkeiten

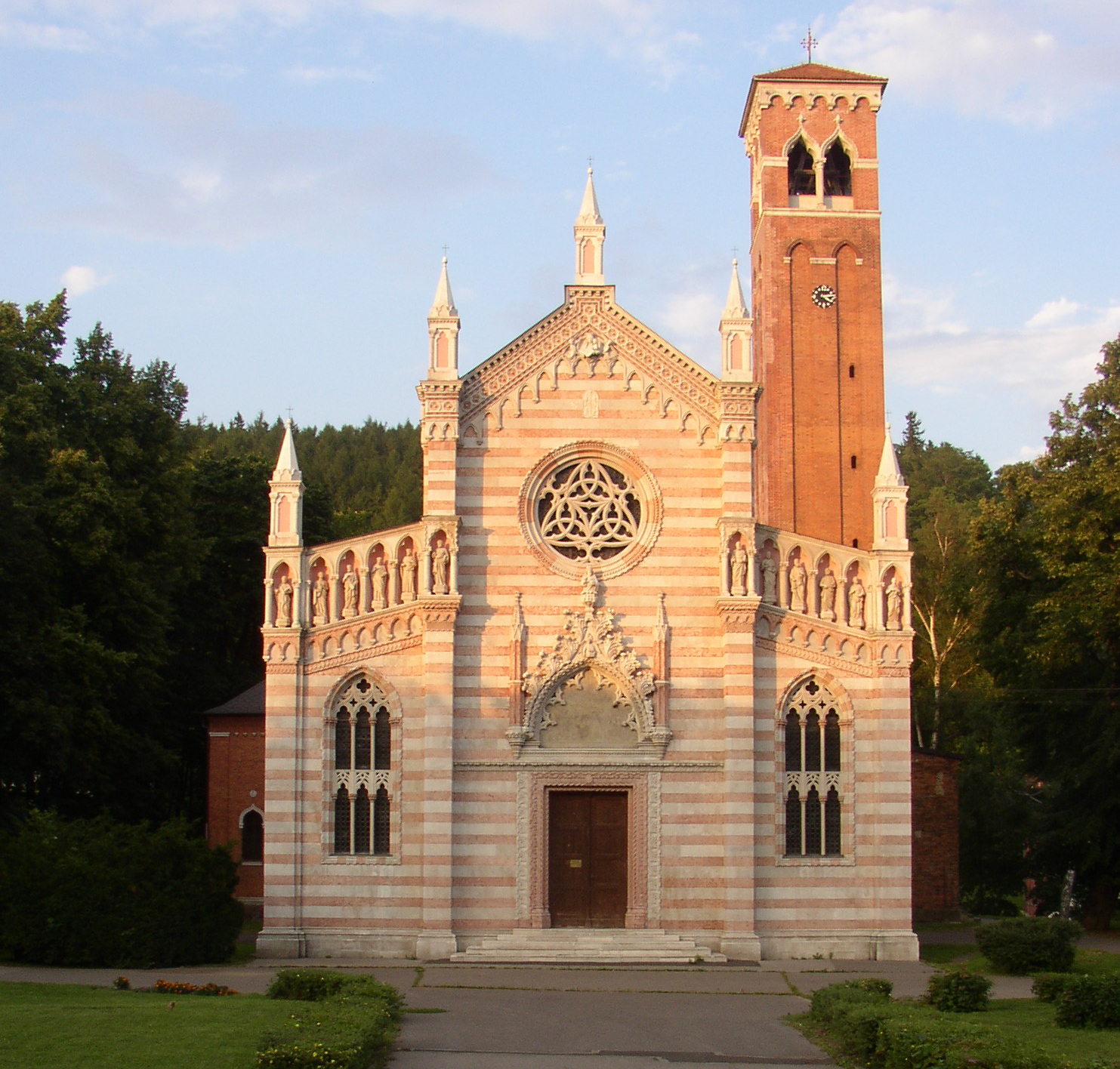
Kirche der Jungfrau Maria

### Bauwerke
Die Kirche der Unbefleckten Empfängnis Mariä ist der Kirche Santa Maria dell’Orto in Venedig nachgebaut.

### Sport
Dubí ist Heimat des Fußballvereins 1. FC Dubí, dessen Stadion 1500 Zuschauern Platz bietet.

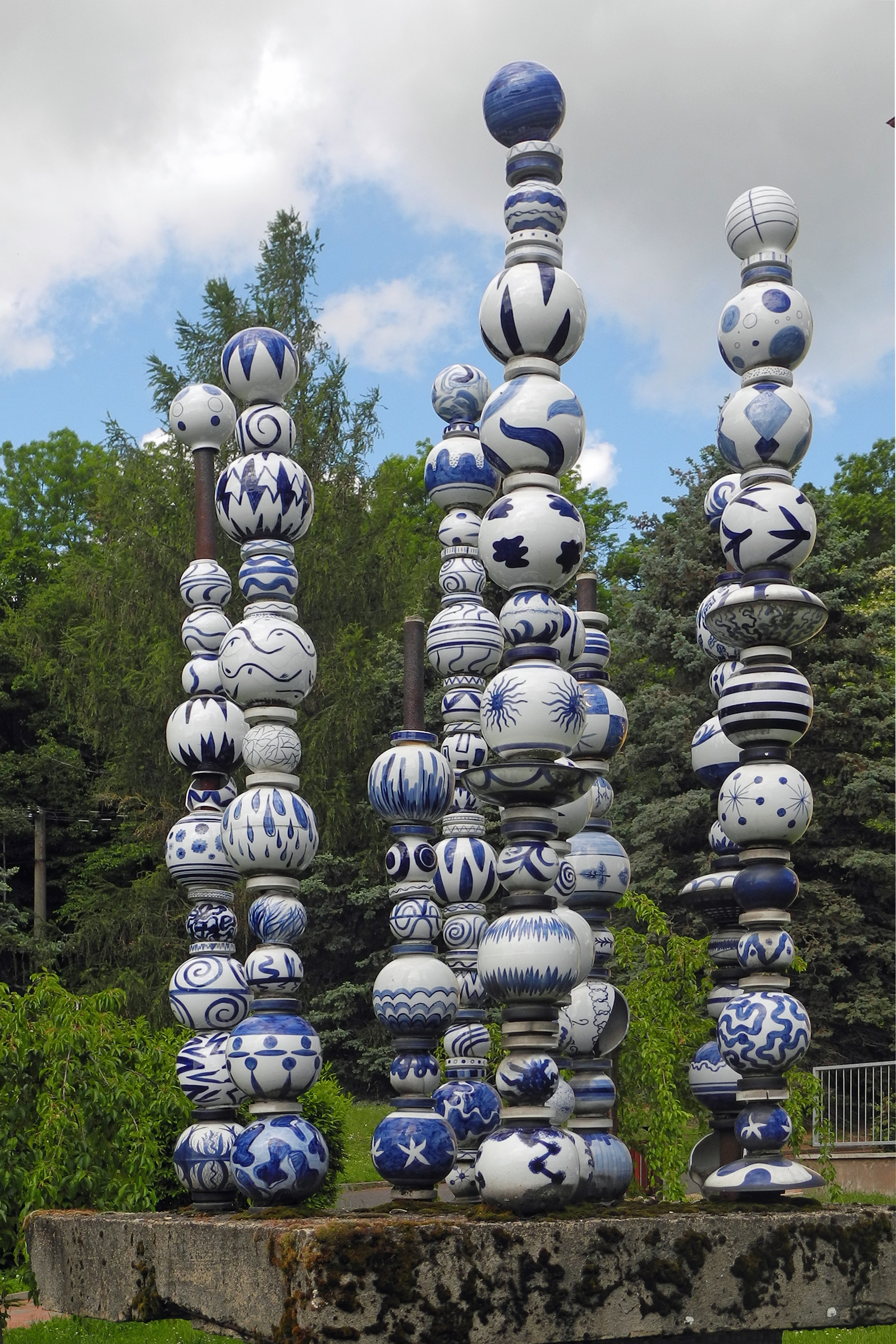
Porzellandenkmal in Dubí

### Museum
Porzellanmuseum der Firma Český porcelán, a.s. Dubí u Teplic, Tovární 620/15a; mit der Porzellandauerausstellung „Haus des Porzellans mit blauem Blut“

## Wirtschaft und Infrastruktur

### Unternehmen
Český porcelán a.s. Dubí stellt Porzellan im Zwiebelmuster-Dekor her, welche von der Assoziation der Glas- und Keramikindustrie der Tschechischen Republik als „Tschechisches Produkt“ garantiert wird.

### Öffentliche Einrichtungen
- Städtisches Kulturamt
- Kindergärten und Grundschulen
- Privates Gymnasium
- Fakultät für angewandte Kunst
- Stadtpolizei
- Freiwillige Feuerwehr

### Verkehr
Dubí hat einen Bahnhof an der Bahnstrecke Most–Moldava v Krušných horách, die bis 1945 weiter ins sächsische Freiberg führte. Aufgrund der schwierigen topografischen Begebenheiten im Erzgebirge wurde der Bahnhof als Spitzkehrenbahnhof ausgeführt.
Des Weiteren liegt die Stadt an der Silnice I/8 (Fernverkehrsstraße 8), welche nach Norden in die Bundesstraße 170 (nach Dresden) führt und nach Süden eine Verbindung zur Autobahn 8 (nach Prag) herstellt.

## Söhne und Töchter der Stadt
- Christian Lagler (1668–1741), böhmischer Baumeister des Barock
- Gustav Brecher (1879–1940), deutsch-jüdischer Dirigent und von den Nationalsozialisten aus Deutschland vertrieben
- Carl Oskar Renner (1908–1997), bayerischer Schriftsteller
- Volkmar Gabert (1923–2003), deutscher sozialdemokratischer Politiker